# Carousel (musical)
Carousel és el segon musical de l'equip de Richard Rodgers (música) i Oscar Hammerstein II (llibre i lletres). El treball de 1945 va ser adaptat de l'obra de 1909 de Ferenc Molnár, Liliom, que transplantà el seu entorn de Budapest cap a la costa de Maine. Es tracta d'una història d'amor entre Billy Bigelow, el treballador d'una atracció de cavallets y una molinera, Julie Jordan, la qual cosa posa en perill els seus treballs. Per poder ajudar a Julie i el seu fill no nascut, tracta de dur a terme un robatori, que va malament. Malgrat tot, se li dona la possibilitat de fer les coses bé. Una línia de trama secundària s'ocupa de la treballadora de molins Carrie Pipperidge i el seu romanç amb l'ambiciós pescador Enoch Snow. L'espectacle inclou les conegudes cançons "If I Loved You", "June Is Bustin 'Out All Over" i "Never Walk Alone". Richard Rodgers va escriure més tard que Carousel era el seu favorit de tots els seus musicals.
Després de l'espectacular èxit dels primers musicals de Rodgers i Hammerstein, Oklahoma! (1943), la parella va buscar col·laborar en una altra peça, sabent que qualsevol obra resultant es compararia amb Oklahoma!, molt probablement desfavorablement. Inicialment eren reticents a buscar els drets a Liliom; Molnár havia rebutjat el permís per adaptar l'obra en el passat, i el final original era considerat depriment per al teatre musical. Després d'adquirir els drets, l'equip va crear un treball amb llargues seqüències de música i va fer que el final fos més esperançador.
El musical va requerir una modificació considerable durant les proves fora de la ciutat, però una vegada que va obrir a Broadway el 19 d'abril de 1945, va ser un èxit immediat amb els crítics i el públic. Carousel inicialment feu unes 890 actuacions i va duplicar el seu èxit al West End el 1950. Tot i que mai no ha aconseguit tant èxit comercial com Oklahoma!, la peça ha estat repetida repetidament i s'ha registrat diverses vegades. Una producció de Nicholas Hytner va tenir èxit el 1992 a Londres, el 1994 a Nova York i en gira. El 1999, la revista Time va anomenar Carousel el millor musical del segle xx.

## Antecedents

### Liliom
El drama de Ferenc Molnár, Liliom, es va estrenar a Budapest el 1909. L'audiència va quedar desconcertat per l'obra, i va durar només trenta setmanes abans de retirar-se, la primera ombra en l'exitosa carrera de Molnár com a dramaturg. Liliom no es va presentar de nou fins després de la Primera Guerra Mundial. Quan va tornar a aparèixer a l'estadi de Budapest, va ser un gran èxit.

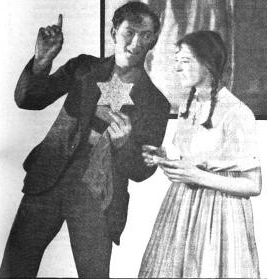
"Una estrella, si us plau, estimada, he de fer alguna cosa bona". Liliom (Joseph Schildkraut) ofereix a Louise (Evelyn Chard) l'estrella que va robar; 1921 Producció del Gremi de Teatre

A excepció del final, les trames de Liliom i Carousel són molt similars. Andreas Zavocky (sobrenomenat Liliom, la paraula hongaresa per a "liri", un terme d'argot per a "noi dur"), un venedor de fira, s'enamora de Julie Zeller, una criada, i comencen a viure junts. Liliom està descontent i contempla deixar Julie, però decideix no fer-ho al saber que està embarassada. Una altra trama involucra a l'amiga de Julie, Marie, que s'ha enamorat de Wolf Biefeld, un porter d'hotel, que després es converteix en l'amo de l'hotel. Liliom, desesperat per guanyar diners perquè ell, Julie i el seu fill puguin escapar cap als Estats Units i tindre una vida millor, Liliom conspira amb Ficsur per cometre un robatori, però va malament, i Liliom s'aparta. Mor, i el seu esperit és portat al tribunal de la policia del cel. Com Ficsur va suggerir mentre els dos esperaven a cometre el delicte, els lladres com si no arribaren davant Déu mateix. El magistrat li diu a Liliom que torni a la Terra per un dia intentant bescanviar els errors que ha comès a la seva família, però primer ha de passar setze anys amb un purgatori ardent.
Al seu retorn a la Terra, Liliom es troba amb la seva filla, Louise, que igual que la seva mare és ara un treballador de fàbrica. Al dir que coneixia el seu pare, ell intentava donar-li una estrella que furtà del cel. Quan Louise es nega a prendre-la, la colpeja. Sense adonar-se de qui és, Julie s'enfronta amb ell, però es troba incapaç d'enfadar-se amb ell. Liliom es va llançar a la seva destinació, presumiblement l'Infern, i Louise li pregunta a la seva mare si és possible sentir un colp com si fos un petó. Julie recorda a la seva filla que és molt possible que això succeeixi.

### Inicis
A la dècada de 1920 i 1930, Rodgers i Hammerstein es van fer coneguts per crear audicions de Broadway amb altres socis. Rodgers, amb Lorenz Hart, havia produït una cadena de més de dues dotzenes de musicals, incloent èxits populars com Babes in Arms (1937), The Boys from Syracuse (1938) i Pal Joey (1940). Alguns treballs de Rodgers amb Hart van obrir nous escenaris en el teatre musical: On Your Toes, va ser el primer treball que utilitzà el ballet per sostenir la trama (en l'escena de "Slaughter on Tenth Avenue"), mentre que Pal Joey, va deixar de banda la tradició de Broadway presentant un brivall com el seu heroi. Hammerstein havia escrit o coescrit textos d'èxits com l'obra Rose-Marie (1924), The Desert Song (1926), The New Moon (1927) i Show Boat (1927). Tot i ser menys productiu als anys trenta, va escriure material per a musicals i pel·lícules, compartint un premi de l'Acadèmia per la seva cançó amb Jerome Kern, "The Last Time I Saw Paris", que va ser inclosa en la pel·lícula Lady Be Good de 1941.
A principis de la dècada de 1940, Hart s'havia enfonsat en l'alcoholisme i la confusió emocional, convertint-se en poc fiable i va motivar a Rodgers a apropar-se a Hammerstein per preguntar-se si consideraria treballar amb ell. Hammerstein estava ansiós per fer-ho, i la seva primera col·laboració va ser Oklahoma! (1943). Thomas Hischak declara, en la seva Enciclopèdia The Rodgers i Hammerstein, que Oklahoma! és "l'obra més influent del teatre musical nord-americà. De fet, la història del musical de Broadway es pot dividir amb exactitud en el que va venir abans d'Oklahoma!" Una innovació per a la seva integració de cançons, personatge, argument i dansa, Oklahoma! serviria, segons Hischak, com "el model que Broadway mostrà durant dècades", i va demostrar ser un gran èxit popular i financer. Mentre consideraven nous projectes, Hammerstein va escriure: "Nosaltres" ... No importa el que fem, tothom està obligat a dir: "Això no és un altre Oklahoma".
En un menjar de treeball amb Helburn i Langner, aquests van proposar a Rodgers i Hammerstein que convertissin a Liliom en un musical de Molnár. Els dos homes es van negar: no tenien cap sentiment per a l'ambient de Budapest i van pensar que el desdibuixament no era adequat per al teatre musical. A més, atesa la situació política inestable de la guerra, potser haurien de canviar la configuració d'Hongria durant l'assaig. Al proper dinar, Helburn i Langner van proposar de nou musicalitzar Liliom, i suggereixen ek trasllat de l'ambient a Louisiana i convertir Liliom en un crioll. Rodgers i Hammerstein van jugar amb la idea durant setmanes, però van decidir que el dialecte crioll, ple de "zis" i "zose" semblaria còmode i dificultaria escriure lletres efectives.
Un gran avenç va ser quan Rodgers, que posseïa una casa a Connecticut, va proposar un entorn de Nova Anglaterra. Hammerstein va escriure sobre aquest suggeriment el 1945,
| « | Vaig començar a veure un atractiu conjunt de mariners, ballarins, noies que treballaven a les fàbriques del riu, clambakes a les illes properes, un parc d'atraccions a la vora del mar, coses que la gent podia fer a la multitud, gent forta i viva i alegres, persones que sempre havien estat representades a l'escenari com puritans liquats, una lliçó que estava ansiós de refutar ... pel que fa als dos personatges principals, Julie amb el seu coratge i força interior i simplicitat exterior semblava més indígena de Maine que a Budapest. Liliom és, per descomptat, un personatge internacional, indígena del no-res. | » |

Rodgers i Hammerstein també estaven preocupats pel que anomenaven "el túnel" del segon acte de Molnár: una sèrie d'escenes ombrívoles que conduïen al suïcidi de Liliom, seguit d'un final fosc. L'oposició de Molnár a adaptar les seves obres també va ser un problema; va rebutjar a Giacomo Puccini quan el gran compositor va voler transformar Liliom en una òpera, afirmant que volia que la peça fos recordada com la seva, no la de Puccini. El 1937, Molnár, que recentment havia emigrat als Estats Units, havia declinat una altra oferta de Kurt Weill per adaptar l'obra a un musical.

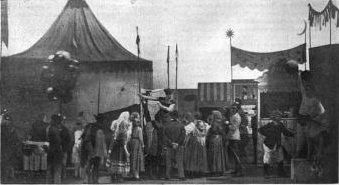
L'escena d'obertura del carnestoltes a Liliom va inspirar la pantomima que inicia el Carrusel; 1921 Producció del Gremi de Teatre.

La parella va seguir treballant en les idees preliminars per a una adaptació de Liliom mentre perseguia altres projectes a finals de 1943 i principis de 1944, escrivint la pel·lícula State Musical Fair i produint I Remember Mama a Broadway. Mentrestant, el Gremi del Teatre va agafar Molnár per veure Oklahoma! Molnár va afirmar que si Rodgers i Hammerstein podrien adaptar Liliom tan bellament com havien modificat Green Grow the Lilas a Oklahoma !, estaria encantat de fer-ho. El gremi va obtenir els drets de Molnár a l'octubre de 1943. El duo va insistir, com a part del contracte, que Molnár els permetrà fer canvis en la trama. Al principi, el dramaturg es va negar, però finalment va cedir. Hammerstein va declarar més tard que si aquest punt no s'haguera guanyat, "mai podríem haver fet Carrusel".

En intentar establir a través de la cançó la motivació de Liliom pel robatori, Rodgers va recordar que ell i Hart tenien un problema similar a Pal Joey. Rodgers i Hart havien superat el problema amb una cançó que Joey canta a si mateix, "I'm Talking to My Pal". Tots dos socis van explicar una història que "Soliloquy" només tenia la intenció de ser una cançó sobre els somnis d'un fill de Liliom, però que Rodgers, que tenia dues filles, va insistir que Liliom considerés que Julie podria tenir una noia. No obstant això, les notes preses en la seva reunió del 7 de desembre de 1943 afirmen:
| « | "El senyor Rodgers va suggerir un bon nombre musical per al final de l'escena on Liliom descobreix que serà pare, en el qual canta amb orgull del creixement d'un nen, i de sobte s'adona que podria ser una noia i canviar per complet ". | » |

Hammerstein i Rodgers van tornar al projecte Liliom a mitjans de 1944. Hammerstein estava incòmode mentre treballava, perquè temia que Molnár desaprovara els resultats. Green Grow the Lilacs havia estat una obra poc coneguda; Liliom era un estàndard teatral. El text de Molnár també contenia considerables comentaris sobre la política hongaresa de 1909 i la rigidesa d'aquesta societat. Un treballador de circ acomiadat que colpeja a la seva esposa, intenta un robatori i es suïcida sembla un personatge central improbable per a una comèdia musical. Hammerstein va decidir utilitzar les paraules i la història perquè el públic simpatitzés amb els amants. També va construir la parella secundària, que és incidental a la trama de Liliom; es van convertir en Enoch Snow i Carrie Pipperidge.
El final de Molnár era inadequat, i després d'un parell d'arrencades falses, Hammerstein va concebre l'escena de graduació que acaba amb el musical. Segons Frederick Nolan en el seu llibre sobre les obres de l'equip:
| « | A partir d'aquesta escena, la cançó" Never Will Walk Alone "va sortir gairebé naturalment" . | » |

Malgrat les lletres senzilles de Hammerstein per "Never Walk Alone", Rodgers va tenir una gran dificultat per establir-ho a la música. Rodgers va explicar la seva raó per a la finalització canviada,
Liliom va ser una tragèdia sobre un home que no pot aprendre a viure amb altres persones. Com ho va escriure Molnár, l'home acaba colpejant a la seva filla i després ha de tornar al purgatori deixant la seva filla indefensa i sense esperança. No hem pogut acceptar això. La forma en què vam acabar amb Carrusel encara pot ser una tragèdia, però és una esperança, ja que en l'escena final és clar que el personatge ha après a expressar-se i comunicar-se amb els altres.
Quan la parella va decidir fer "This Was a Real Nice Clambake" en un número de grup, Hammerstein es va adonar que no tenia idea del que era un clambake, i va investigar el tema. Quan la cançó va començar a parlar sobre les llagostes consumides a la festa, Hammerstein va escriure la línia "Els esquitem per la part de darrere / I els hem saludat". Es va sentir trist per escoltar d'un amic que les llagostes sempre es van tallar per la part davantera. El lletrista va enviar un investigador a un restaurant de marisc i va assabentar que les llagostes sempre es tornaven a la part posterior. Hammerstein va concloure que hi ha un desacord sobre quin costat d'una llagosta és l'esquena. Un error no atrapat va suposar la cançó "June Is Bustin 'Out All Over", en la qual es representen les ovelles que busquen aparellar-se a finals de la primavera; de fet ho fan a l'hivern. Sempre que això va ser portat a l'atenció de Hammerstein, li va dir al seu informant que el 1873 era un any especial, en el qual les ovelles es van acoblar a la primavera.
Rodgers aviat va decidir prescindir d'una obertura, sentint que la música era difícil d'escoltar sobre el cop de seients quan els venedors es van instal·lar. En la seva autobiografia, Rodgers es va queixar que només es pot escoltar la secció de llautó durant una obertura, ja que mai hi ha cadenes suficients en la petita orquestra musical. Va decidir obligar a l'audiència a concentrar-se des del principi, obrint-se amb una escena de pantomima acompanyada del que es coneixia com "The Carousel Waltz". La pantomima va coincidir una a la del joc Molnár, que també s'utilitzava per introduir els personatges i la situació al públic. L'autor Ethan Mordden va descriure l'efectivitat d'aquesta obertura:
| « | Altres personatges capturen el nostre anunci-senyor. Bascombe, el propietari de la pomposa molinera, la senyora Mullin, la vídua que dirigeix el carrusel i, aparentment, Billy; un os ballant; un acròbata. Però el que ens atrau és la intensitat amb la qual Julie es refereix a Billy, la forma en què es congela, mirant-la, mentre tots els altres a la fira s'estan balancejant al ritme de l'espasa de Billy. I com Julie i Billy caminen junts al carrusel giratori, i la imatge escènica sorgeix amb l'emoció de la multitud, i l'orquestra torna a un clímax i la cortina cau, ens adonem que R & H no només ha omès l'obertura i el número d'obertura, però també l'exposició. S'han sumat a la història, al mig d'ell, en la primera escena més intensa que mai s'hagi produït música. | » |

### Proves de càsting fora de la ciutat
El càsting per a Carousel va començar quan l'equip de producció d'Oklahoma, incloent Rodgers i Hammerstein, buscava un reemplaçament de Curly (el líder masculí a Oklahoma!). Lawrence Langner havia sentit parlar, a través d'un familiar, d'un cantant de Califòrnia anomenat John Raitt, que podria ser adequat per al treball. Langner va anar a escoltar a Raitt, després va instar els altres a portar Raitt a Nova York per a una audició. Raitt va demanar que cantés "Largo al factotum", l'aria de Figaro del Barber de Sevilla, per escalfar-se. L'escalfament va ser suficient per convèncer els productors que no només havien trobat un Curly, havien trobat un Liliom (o Billy Bigelow). Theresa Helburn va fer un altre descobriment a Califòrnia, Jan Clayton, una cantant i actriu que havia realitzat algunes pel·lícules secundàries per a MGM, que semblava idònea pel paper de Julie.
Els productors volien un càsting de desconeguts. Tot i que molts havien treballat en obres anteriors de Hammerstein o Rodgers, només un, Jean Casto (pel paper de propietari del carrusel Mrs. Mulli), havia treballat abans en Broadway. La guerra va dificultar el llançament. Rodgers i Hammerstein van tornar a muntar gran part de l'equip creatiu que havia convertit Oklahoma! en un èxit, incloent el director Rouben Mamoulian i el coreògraf Agnes de Mille. Miles White va ser el dissenyador de vestuari mentre que Jo Mielziner (que no havia treballat a Oklahoma!) era el dissenyador de llums i escènics. Encara l'orquestrador d'Oklahoma!, Russell Bennett havia informat a Rodgers que no estava disponible per treballar en Carrusel a causa d'un contracte de ràdio, Rodgers va insistir perquè fes el treball en el seu temps lliure. Va orquestrar "The Carousel Waltz" i "When I Marry" Mister Snow "abans de ser finalment reemplaçat per Don Walker. Un nou membre de l'equip creatiu va ser Trude Rittmann, que va organitzar la música de ball. Rittmann inicialment sentia que Rodgers desconfiava d'ella perquè era una dona i va trobar difícil treballar amb ell, però els dos van treballar junts en els espectacles de Rodgers fins als anys 70.
Els assajos es van iniciar el gener de 1945; Rodgers o Hammerstein sempre van estar present. Raitt va presentar la lletra de "Soliloquy" en un full de cinc peus de llarg, la peça va durar gairebé vuit minuts.
Com la majoria de les obres de Rodgers i Hammerstein, Carrusel conté un llarg ballet, "Billy fa un viatge", en el segon acte, mentre Billy mira cap a la terra de "Up There" i observa a la seva filla. En la producció original, el ballet va ser coreografiat per Mille.
La obra s'estrenó com a prova a New Haven, Connecticut, el 22 de març de 1945. El primer acte va ser ben rebut,però el segon acte no. Casto va recordar que el segon acte va acabar a les 1:30 a.m. El personal es va asseure immediatament per una conferència de dues hores. Es van tallar cinc escenes, la meitat del ballet i dues cançons com a resultat. John Fearnley va comentar: "Ara veig per què aquestes persones tenen èxits. Mai vaig ser testimoni d'una cosa tan ràpida i valiosa en la meva vida". De Mille va dir d'aquesta conferència: "No es van perdre tres minuts... Es va tallar i tallar i es va anar a dormir ". En el moment en què la companyia va deixar New Haven, el ballet de Mille es va reduir a quaranta minuts.

## Funcions principals i notables intèrprets
| Personatge                   | Descripció | Intèrprets notables                                                                                  |
| ---------------------------- | --- | --- |
| Billy Bigelow                | Anunciador pel carrusel | John Raitt°, Stephen Douglass, Bruce Yarnell, Michael Hayden, Howard Keel, Patrick Wilson, Alfie Boe |
| Molinera, enamorada de Billy | Jan Clayton°, Iva Withers, Barbara Cook, Constance Towers, Joanna Riding, Sarah Uriarte Berry, Jennifer Laura Thompson, Alexandra Silber, Katherine Jenkins | |
| Carrie Pipperidge            | Molinera i amiga de Julie, enamorada de Enoch Snow | Jean Darling°, Janie Dee, Audra McDonald                                                             |
| Enoch Snow                   | Pescador que pensa molt en els seus plans | Eric Mattson°, Eddie Korbich, Reid Shelton, Clive Rowe                                               |
| Nettie Fowler                | Prima de Julie i propietari d'un petit balneari costaner | Christine Johnson°, Shirley Verrett, Lesley Garrett, Patricia Routledge                              |
| Jigger Craigin               | Un ballener, amic de Billy | Murvyn Vye°, Jerry Orbach, Fisher Stevens                                                            |
| Louise Bigelow               | Filla de julie i Bill | Bambi Linn°                                                                                          |
| The Starkeeper               | An official in the afterlife | Russell Collins°, Edward Everett Horton, Nicholas Lyndhurst                                          |

° repartiment original de Broadway

## Nombres musicals
| Acte I - "The Carousel Waltz" - Orquestra - "Ets un Queer One, Julie Jordan" - Carrie Pipperidge i Julie Jordan - "(Quan jo casaré) Mister Snow" - Carrie - "Si t'estimo" - Billy Bigelow i Julie - "June Is Bustin 'Out All Over" - Nettie Fowler i Chorus - "(Quan jo casaré) Mister Snow" (reprise) - Carrie, Enoch Snow and Female Chorus - "Quan els nens estan adormits" - Enoch i Carrie - "Blow High, Blow Low" - Jigger Craigin, Billy i Chorus masculí - "Soliloquí" - Billy | Acte II - "This Was a Real Nice Clambake" - Carrie, Nettie, Julie, Enoch i Chorus - "Geranis en el Winder" - Enoch - "Hi ha Nothin 'So Bad for a Woman" - Jigger i Chorus - "Quin és l'ús de Wond'rin '?" - Julie - "Mai no caminaràs sol" - Nettie - "El màxim jutge de tots" - Billy - Ballet:"Billy fa un viatge" - Orquestra - "Si t'estimo"- Billy - Final: "Mai no caminaràs sol"- Companyia |

## Premis i nominacions

### Original 1945 Broadway
New York Drama Critics' Circle Award
- Best Musical, 1945–1946

Donaldson Award Winners
- Best Play of the 1944–45 Season
- Male Lead Performance (Musical) – John Raitt
- Direction (Musical) – Rouben Mamoulian
- Supporting Performance (Dance) – Bambi Linn
- Supporting Performance (Dance) – Peter Birch
- Book, Lyrics and Score – Carousel
- Choreography – Agnes DeMille
- Costume Design – Miles White

Theatre World Award
- Best Debut Performance – Ann Crowley

Nota: Els Tony Awards no es van establir fins a 1947, de manera que Carrusel no va ser elegible per guanyar cap Tonys en la seva estrena.

### Reposició 1957
Tony Award nominació
- Best Scenic Design – Oliver Smith

### Reposició a Londres 1992
Olivier Award
- Best Musical Revival (winner)
- Best Director of a Musical – Nicholas Hytner (winner)
- Best Actress in a Musical – Joanna Riding (winner)
- Best Supporting Performance in a Musical – Janie Dee (winner)
- Best Theatre Choreographer – Kenneth MacMillan (nominee)
- Best Actor in a Musical – Michael Hayden (nominee)
- Best Set Designer – Bob Crowley (nominee)
- Best Costume Designer – Bob Crowley (nominee)

### Reposició 1994
Tony Award guanyador
- Best Revival of a Musical
- Best Featured Actress in a Musical – Audra McDonald
- Best Scenic Design – Bob Crowley
- Best Choreography – Sir Kenneth MacMillan
- Best Direction of a Musical – Nicholas Hytner

Drama Desk Award
- Outstanding Supporting Actress in a Musical – Audra McDonald (winner)
- Outstanding Choreography – Sir Kenneth MacMillan, Jane Elliott (winner)
- Outstanding Director of a Musical – Nicholas Hytner (winner)
- Outstanding Musical Revival (nominee)
- Outstanding Actor in a Musical – Michael Hayden (nominee)
- Outstanding Lighting Design – Paul Pyant (nominee)
- Outstanding Set Design – Bob Crowley (nominee)

Theatre World Award
- Audra McDonald – winner
- Michael Hayden – winner